# Berberidopsidales
Berberidopsidales Doweld, 2001 là tên gọi khoa học của một đơn vị phân loại ở cấp bộ. Tên gọi này chỉ mới được công bố năm 2001, do vậy bộ này chỉ được rất ít các nhà phân loại thực vật học công nhận. Hệ thống APG II năm 2003 chỉ nhắc tới khả năng công nhận bộ này. Nếu được công nhận, nó sẽ bao gồm 2 họ là Berberidopsidaceae (2 chi, 3 loài dây leo) và Aextoxicaceae (1 chi, 1 loài cây thân gỗ) chỉ có rất hạn hẹp tại Chile và miền đông nam Australia, nhưng APG đã không thực hiện điều đó và coi hai họ này không đặt vào bộ nào mà chỉ thuần túy là hai họ của nhóm thực vật hai lá mầm thật sự phần lõi (core eudicots). Tuy nhiên, trên website của APG, tra cứu ngày 10 tháng 11 năm 2007 thì APG đã công nhận bộ này.